# Chwaliszów
Chwaliszów (deutsch Quolsdorf) ist ein Dorf im Powiat Wałbrzyski in der Woiwodschaft Niederschlesien in Polen. Es liegt nordöstlich von Stare Bogaczowice (Altreichenau), zu dessen Landgemeinde es gehört.

## Geographie
Chwaliszów liegt zwölf Kilometer nordwestlich von Wałbrzych (Waldenburg) entfernt. 

### Nachbarorte
Nachbarorte sind Cieszów (Fröhlichsdorf) und Świebodzice (Freiburg) im Osten, Szczawno-Zdrój (Bad Salzbrunn) im Süden, Struga (Adelsbach) und Stare Bogaczowice (Alt Reichenau) im Südwesten.

## Geschichte

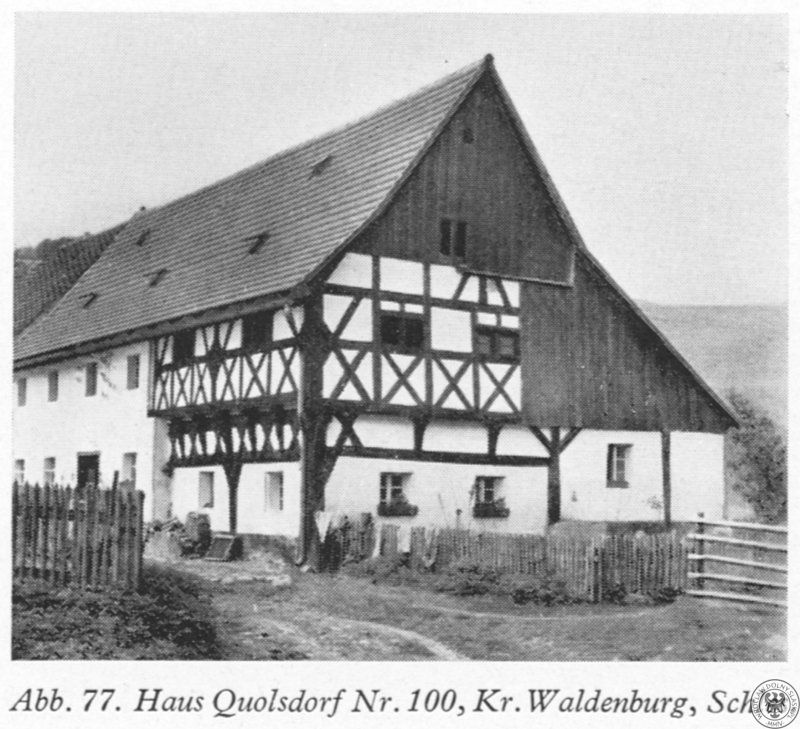
Haus in Quolsdorf (1936)

Quolsdorf wurde um 1210 gegründet und 1222 als Qualisdorph erstmals urkundlich erwähnt. Es gehörte zunächst zum Kloster Heinrichau. 1265 wirkte als Schultheiß von Quolsdorf ein Theodor. 1292 übergab es Herzog Bolko I. dem von ihm neu gegründeten Zisterzienserkloster Grüssau. 1329 schenkte der Ritter Juvenis, genannt Czyrna, und dessen Gemahlin Margarethe die Scholtisei von Quolsdorf mit allen Einkünften, Rechten und Nutzungen dem Kloster Grüssau, wo sie begraben werden wollten. Nach dem Tod des Herzogs Bolko II. fiel Quolsdorf zusammen mit dem Herzogtum Schweidnitz erbrechtlich an die Krone Böhmen, wobei der Herzoginwitwe Agnes von Habsburg ein lebenslanger Nießbrauch zustand. 1427 wurde Quolsdorf von den Hussiten zerstört und später von den Klosteroberen wieder aufgebaut. Zur Bestreitung der Türkensteuer musste der Grüssauer Abt Johannes V. 1547 Quolsdorf zusammen mit Alt- und Neureichenau sowie Wittgendorf an Hans von Schaffgotsch verpfänden. 1571 kamen die Dorfschaften wiederum in Klosterbesitz. Für das Jahr 1576 sind 37 Bauern nachgewiesen. Auch im Dreißigjährigen Krieg wurde Quolsdorf zerstört.
Nach dem Ersten Schlesischen Krieg fiel Quolsdorf zusammen mit Schlesien 1742 an Preußen. Im Siebenjährigen Krieg befand sich in Quolsdorf zweimal ein Feldquartier der preußischen Armee. 1785 wurde eine evangelische Schule errichtet und 1810 das Klostergut säkularisiert. Nach der Neugliederung Preußens gelangte es 1815 an die Provinz Schlesien und gehörte ab 1816 zum Landkreis Jauer. Für das Jahr 1840 sind 969 Einwohner nachgewiesen, unter ihnen 58 Weber, 24 andere Handwerker und sechs Händler. 1845 waren es für den Ort 111 Häuser, 969 Einwohner (137 katholisch und der Rest evangelisch), evangelische und katholische Kirche zu Alt-Reichenau, eine evangelische Schule nur für den Ort, eine Erbscholtisei, drei Wassermühlen, eine Sägemühle, 58 Leinwebstühle, eine Brauerei, eine Brennerei, drei Wirtshäuser, 24 Handwerker inkl. einem Färber und sechs Händler. Seit 1874 gehörte Quolsdorf zum Amtsbezirk Alt Reichenau, der 1933 in den Landkreis Landeshut und 1934 in den Landkreis Waldenburg umgegliedert wurde. 1939 lebten 582 Einwohner in Quolsdorf.
Als Folge des Zweiten Weltkriegs fiel Quolsdorf 1945 wie fast ganz Schlesien an Polen und wurde in Chwaliszów umbenannt. Die deutsche Bevölkerung wurde vertrieben. Die neuen Bewohner waren zum Teil Heimatvertriebene aus Ostpolen, das an die Sowjetunion gefallen war. 1975 bis 1998 gehörte Chwaliszów zur Woiwodschaft Wałbrzych (Waldenburg).

## Persönlichkeiten
- Otto Theodor Schulz (1879–1954), deutscher Historiker